# ぷりサガ!
『ぷりサガ! 〜ボクの妃は×××〜』（ぷりサガ ボクのきさきは×××）は、2006年7月28日にDisAbelから発売された恋愛アドベンチャーゲーム。

## 概要
基本的にはヒロインの選択だけではなく、様々な学科のうちどれかを選択し、能力を上げていくのが特徴の一つである。ヒロインによってはミニゲーム形式になっている場合もあり、ゲームオーバーになる可能性もある。
2007年11月22日にアーベルからヒロイン2人が追加されたコンシューマ版『ぷりサガ! 〜プリンセスを探せ!〜』が発売された。
2008年5月2日に18禁版で新ヒロインを追加した『ぷりサガ! X』が発売された。
2009年10月29日にミニシナリオを加えた『ぷりサガ! PORTABLE』が発売された。

## あらすじ
主人公・レミリス＝バーンクライブはこの国の第二王子である。だが、第一王子以外は民衆は存在することさえ知らない立場のため身分を隠して育てられてきた。現在は王立アルケミスト養成学校に通っているが、将来は誰にも存在を知られることがなく王宮で暮らす事になる。自分の未来はそう決まっているため、レミリスは退屈な日々を送っていた。
だが、転機は起きた。それは、第一王子である「ゲオルグ＝ラ＝グランシュ」が親善航海の最中、海難事故により行方不明となってしまう。尊敬していた兄の報にショックを受けるレミリスだったが、それに伴い王位継承しなければならなくなった。
だが、王位継承には即位式典までに最高の成績を収めること。さらに、自分の将来の妃となる人物を見つけると言う条件があった。現在の科目を頑張るもよし、他の科目に移り頑張るもよし。レミリスは王位を継承するために奮闘する事になる……。

## 登場人物
レミリス＝バーンクライブ
本作の主人公。本名はレミリス＝ラ＝グランシュであり、ラ＝グランシュ王国の第二王子。現在は王立アルケミスト養成学校に通っているが、ここを卒業すればずっと王宮生活のため、決められた人生に退屈をしていた。だが、第一王子の行方不明により、自身に王位継承をしなければならなくなったため奮闘する事になる。
剣術科に所属しており、剣の腕のみだったらかなりの実力者だが、比較的に座学などの頭脳労働は苦手で講義中はよく寝ている。だが、他の科に移ってもヒロイン達に助けられながらも、内容の飲み込みのよさや実力など驚くべき成長を遂げる。生活態度は悪く、部屋が汚くずぼら。夜な夜な闘技場へ行き、そこで稼いだ賞金で飲み屋に行って酒を飲むのが日課となっている。また、女性に対して全く興味がなく朴念仁。デリカシーのない発言からみんなに呆れられる事もある。だが、一度愛した女性のためなら、全力を出す事も多い。紅茶を淹れるのがうまい。
ミランダ＝グレイス＝アリシューザ
声 - 青山ゆかり
代々高名な騎士を数多く輩出しているアリシューザ家の騎士。剣術科に所属しており首席。成績ではレミリスに勝っているが、実技では一度も勝てたことがないので、一方的にレミリスをライバル視している。
自分の家系に誇りを持ち、聡明で騎士道精神に溢れている。自分のことは自分でやるような人物だが、本当に困っている時などに相談に乗ったりと意外に面倒見がいい。なお、彼女の剣術に対しての能力は彼女のかげながらの努力の賜物でもある。騎士のことを小馬鹿にするガーベラとは犬猿の仲。
10年前の紛争の際の大敗により、唯一生き残った彼女の父親が責任を取らされ、アリシューザ家の地位が没落していた。そのため、彼女がその汚名をすすぐために一流の騎士になろうとしている。
レミリスが剣術科を選択した際、レミリスに勉強を教える事になる。文句を言いながらも真面目に教え、彼女自身もまた笑顔を見せるようになる。
ガーベラ＝ガーデルハイト
声 - みわ梢子
養成校始まって以来の才媛と呼ばれるほど優秀な魔術師。魔術科に所属しており首席。魔術については優秀な家系で、叔父は宮廷魔術師、祖父もまた魔術師協会の会長だった人物でもある。自身もまた魔術の研究に余念がなく、様々な魔法の研究を重ね、時折実験なども行っている。
悪意のない口調できついことを言うが、相手の話の内容はしっかり聞く。一見クールで真面目な雰囲気だが、時折とんでもない事もする。好きな食べ物はホットケーキで自分でもよく作る。剣術科を目の敵にしており、ミランダとは犬猿の仲。意外に恋愛に関しては奥手である。ラ＝グランシュ王国で魔術師が少ないことを懸念し、いつかは魔術師を増やしたいと言う思いから宮廷魔術師を目指している。本人もまた魔術科を知り合いに進めたりもするが、その口調からうまく勧誘できていない。
レミリスが魔術科を選択した際、教官であるグレンに断られているところを彼女によって助けられている。その後も補習を行ったりとレミリスに気をかけてくれる。また、剣術科に対する敵視は半分偏見のようなものだと理解し、レミリスと触れ合ううちに剣術と魔術の共存も考えるようになる。
ジェシカ＝オルティス
声 - 森藍子
レミリスの養成校に入る前からの幼なじみ。槍術科に所属しており、見た目とは裏腹にトップクラスの実力者。すばやい動きに加え、正確に急所を狙い相手を倒す。レミリスと幼なじみだが、レミリスが第二王子ということまでは知らない。
家庭的で面倒見がよく優等生で、槍術科内ではファンクラブができるほどの人気。レミリスとは隣の部屋同士で、レミリスを朝起こしたり部屋の掃除をしたりしたりと学科が違うが一緒にいることが多い。6人姉妹の一番上のため、レミリスのことをできの悪い弟のように接しており、レミリスの行動パターンもよく知っている。レミリスのことを心配する反面、レミリスに頼られることを喜ぶ場面もある。
レミリスが槍術科を受講する事になると、これまで以上にレミリスのサポートをするようになり、補習なども行ってくれる。また、槍術科はチーム戦もあり、レミリスとロイと組む事も多い。
父親は騎士団の槍騎兵に所属していたが、彼女の不注意によって父親に庇われる形で死なせてしまう。そのため、人一倍、人の死に対して恐れている。
エルザ＝フォルゲンバウアー
声 - 岩田由貴
頭に黄色いリボンをつけた少女。弓術科に所属し、どんな遠い距離からも百発百中の腕を誇るトップクラスの狙撃主でもある。
普段は寡黙で物静かのため近寄りがたい雰囲気だが、どことなく人とずれた感覚を持ち、不思議な言葉回しも多い。また、時折冗談も交えた話すこともある。だが、弓術に関しての心構えは本物で、レミリスが弓術科に所属した時も断片的だが的確なアドバイスを送っている。行方不明になっている兄を捜している。
実は王室警備隊の一員であり、陰ながらアウゼルとも連絡を取り合っている。
アリーシャ＝ヴァジュラ
声 - 榎津まお
頬に傷がある姉御肌の少女。体術科に所属し、100人に一人の逸材と言われるほどの実力者。
レミリスたちとは顔なじみで、朝の食事を取る事もある。朝の稽古を欠かさず行い、自分の部屋にも鍛錬道具が数多く存在する。レミリスが体術科を選択した際、レミリスの剣術との対決を行う代わりに彼女の元で鍛える事になる。その際、とんでもない筋肉トレーニングの量を押付けるが、着実に成果を上げている。
かつて、自分の両親が殺人鬼に殺され、その殺人鬼に復讐するために体を鍛えていることがわかる。また、王室警護隊からもスカウトを受けているが断っている。
ジャスミン＝ローザ
声 - 青葉りんご
コンシューマ版より登場。レミリスの前に突然現れたていなくなったりする神出鬼没な少女。忍術科に所属し、ダガーを投げる腕前や忍び道具に関する知識もあるが、まだ天井にしがみつく事はできないらしい。だが、一瞬で消えたように移動する事はできる。
普段は不透明な丸型眼鏡をしており、目元が見えないようになっている。視力に関しては日常生活では問題ないが遠くを見る時や眼鏡をかけると落ち着くという理由でつけている。また、髪飾りのようにダガーをつけており、一本だけ青塗りのダガーがある。一見不審な行動をとれるようにレミリスを監視していたが、実際はレミリスとロイとの絡みを見て妄想しているだけであり、彼女曰く自分を「腐女子」だという（ホモではなくあくまでもBL好き）。だが、男性に対しての恋愛にも興味があり、レミリスと共に行動する時に顔を赤らめている場面もある。
幼い頃に兄を内乱でなくし、その形見として青塗りのダガーを持っている。青塗りのダガーを使用する時は彼女が決死の覚悟を見せる時だと語っている。兄からは「ジャス」と愛称で呼ばれていた。
フェイ＝クリストフ
声 - 狛乃ハルコ
コンシューマ版より登場。薬学科に所属する小柄な少女。座学が多く内容も難しい薬学科では首席の成績を持ち、教官の助手のような扱いとなっている。レミリスから年下に見られていたが実際は年上であり、自分の体格を気にしている。ボク少女。普段から黒い手袋をはめているのが特徴。
基本的には気立てはよく人当たりもいいため、色々な人間と交友関係を持っている。薬学の専門知識が高く、ガーベラからも彼女の知識量に絶賛していた。また、彼女が調合する傷薬や湿布薬などを剣術科に配布し、治療技術もあることから剣術科の一部でファンクラブも存在する。だが、本人は他人に食事を誘われたりしても断ったりなど他人から避けるような事が多い。時折耳を疑うような黒い発言や怖い発言をする場合もある。持病を持っているらしく、時折薬を飲む場面もある。レミリスが薬学科を所属する場合、彼女が基礎知識のないレミリスに勉強を教える事になる。
実は存在のマナが消える持病を患っており、この養成校で勉強するのも自分の病気を亡くすためである。手袋をはめているのも、手がすでに消えかけているのを周囲に気づかせないためである。本人が他人と関わりを持たないのも、自分がいつ消えるかわからないからである。
アウゼル＝グレーデル
声 - 平野響子
剣術科の教官。生真面目で周りからは厳しい教官ではあるが、その正体は王室警護隊の隊長であり、レミリスのお目付け役。レミリスが第二王子だと知る数少ない人物である。剣の腕は宮廷内でも十指に入るぐらいの持ち主でレミリスをも上回る。普段はレミリスと話すときは教官と生徒として振舞うが、二人の時はレミリスを殿下と呼び敬語を使う。
レミリスが養成校にいる間、レミリスが行った規定違反などを陰から帳消ししたりしている。レミリスが剣術科に所属する時は、レミリスに気を使いわかりやすい配慮なども行っている。また、他の学科に移るときも陰から応援したりする。普段はレミリスに小言を言ったり、レミリスの頼みを極力聞いたりと尽くしてくれる半面、レミリスがあまりにも人として最低な行動を取った時本気で怒ったりとレミリスのことを考えている場面もある。なお、普段は厳格そうなイメージだが、意外と性格に隙が多い。
ユイラ＝クレモンティーヌ＆アイラ＝クレモンティーヌ
声 - にぐれ
学園内に時折現れる双子の少女。その正体は王室警護隊の精鋭であり、隠密などを担当している。普段から無口でしゃべる口数も少ないが、任務は忠実にこなす。レミリスの正体を知っているが、レミリスの正体を知っている上で偉そうな口調になったり馬鹿にしたりと小悪魔的存在でもある。
ロイ＝アームストロング
声 - 桜木章人
レミリスの悪友。レミリスとよく行動をし、夜中に闘技場で稼いだ金で飲み屋で飲むのに付き合ったりしている。基本的に陽気な性格でノリがよく、レミリスも気兼ねなく話せる人間でもある。女好きであり、養成校内だけでなく飲み屋の女性にも声をかけているが、すべて失敗に終わっている。また、女性に疎いレミリスに女性とはどういうものかを熱弁している場面もある。槍術科に所属しており、実力も乱戦などで発揮するタイプである。幅広い情報網を持っているだけでなく、将来冒険家になるために王国各地の伝説、伝承を調べたりと様々な知識を持っている。
グレン＝ロックウェル
声 - 片岡一郎
魔術科の教官。かつては宮廷魔術師に所属していたが、後任育成のために養成校に派遣された経緯がある。養成校に派遣されたことをいまだに納得しておらず、いつかは宮廷魔術師に戻ろうと企てている。基本的に弱いものに強気で、少しでも自分のためになる人間だったら媚びを売ったりする小心者。また、地位を笠に着て候補生に嫌がらせをすることもある。候補生の生活指導も担当しており、規律を一切守らないレミリスのことを敵視している。
ハンス＝クリストフ
声 - 尾崎淳
薬学科の教官。ラ＝グランシュ王国でも屈指の薬学の研究者。咥えタバコに柄が悪くみえるが、テンションが高くノリは非常に軽い。フェイの叔父でもあり、フェイの病気を知った上で、彼女と共にその病気の研究をしている。
教官
声 - 小林範雄
槍術科の教官。本名不明。先の戦役に参加し、その戦いで七本槍の筆頭に名を記されるほどの名誉騎士。レミリスが槍術科に移ったときは、剣術が駄目なら槍術と言う考えに少なからず抵抗を持っていたが、徐々に成長していくレミリスに一目置くようになる。
ゲオルグ＝ラ＝グランシュ
ラ＝グランシュ王国の第一王子でありレミリスの兄。親善航海で行方不明になっている。一国を率いる武勇だけでなく、知性をも兼ね備えた人物で人並み以上にできる実力者でもある。だが、その能力を鼻にかけなく、優しくて聡明で人望も篤い人物でもある。レミリスとも仲が良好で、よく王になるよりも哲学者になりたいと語る変わり者だったらしい。
ランドルフ＝クロイツフェルト
声 - 古河徹人
仮面で目元を隠した謎の青年。ヒロインによってその正体は変わり、レミリスに関係する人物になる時もあれば、各ヒロインたちと関わるような人物になる場合もある。
ドレーク
声 - 沢口友哉
150年前にラ＝グランシュ王国を建国した人物であり、レミリスの先祖。数々の武勇伝を残しているが、実際はレミリスによく似た好青年である。

## 用語
ラ＝グランシュ王国
150年前に「武勇王」ドレークの反乱によりシュレーヘン帝国から切り離されて建国された王国。豊富な資源に北から西にかけたラゲン山脈、東に位置するナーフ大海、さらに南にはラゲン山脈からナーフ大海へと流れ込む幅1キロにも及ぶグランツ運河によって囲まれており、巨大な自然の要塞となっている。今もなお鉱業、農業、漁業といった産業を支え繁栄している。現在は第五代王国オスカーが崩御し、第一王子のゲオルグ＝ラ＝グランシュが継いでいる。
シュレーヘン帝国
別名「旧帝国」。ラ＝グランシュ王国の北に位置するラゲン山脈北部に位置する。150年前のドレークの反乱により、現在のラ＝グランシュ王国にある資源を全て奪われ、その土地を取り返すため今でも国境の境で小競り合いを繰り返している。
王立アルケミスト養成学校
ドレークの参謀であった「大魔術士」サレム＝ファレンハイトに対するドレークによる恩賞として設立された学校。当初は魔術師たちの養成を目指して開設されたが、建国当時の混乱は魔術師よりも剣術、槍術などを使えるものを求めたことなどから「魔術科」として縮小する事になる。現在でも多くの騎士任官数を誇っていることから「騎士養成学校」と評される事になる。学科は騎士になりやすい学科が人気で、薬学科など騎士になりにくい学科には人が集まりにくくなっている。また、レミリスが選ぶ学科は7科目だけだが、それ以外にも様々な学科が存在する。舞台となるのは養成校の中でも最大規模を誇る、ラ＝グランシュ第二の都市アイゼムに存在する「アイゼム校」になる。
デス＝バレル
養成校の最高の成績で卒業を納めた際に送られる魔道アイテム。王となる資質を万民に証明することができる秘術であり、古代語で「死を恐れずに民を守るもの」という意味になる。ラ＝グランシュの王位継承の証であり、この魔道アイテムを手に入れることがレミリスの目標となる。

## スタッフ
- 原画：龍牙翔、bomi、ウエノタツヒコ、るかひ、ほかたまごろー
- シナリオ：奈美平、遠野ひびき、EQ、長谷川寛
- 音楽：筒井香織

## 主題歌
エンディングテーマ「風になりたい」
作詞：おだちえり / 作曲・編曲：雪蛍 / 歌：青葉りんご